# Feldebrő
Feldebrő (szlovákul Debrov) község Heves vármegyében, az Egri járásban.

## Fekvése
A Tarna völgyében, a Mátra hegység délkeleti lábainál fekszik.
A közvetlen szomszédos települések: észak felől Verpelét, északkelet felől Egerszólát, kelet felől Demjén, délkelet felől Tófalu, dél felől Aldebrő, nyugat felől pedig Vécs. Délkelet felől a legközelebbi település Kerecsend, északnyugat felől pedig Kisnána, de területe (kevés híján) egyikével sem határos.
Egyházi közigazgatás szempontjából az Egri főegyházmegyéhez tartozik.

### Megközelítése
Csak közúton közelíthető meg, Verpelét vagy Aldebrő érintésével a 2417-es, Vécs felől pedig a 24 132-es úton; határszélét északkeleten, egy rövid szakaszon érinti még a 2416-os út is.
2007-ben történt megszüntetése előtt érintette a Kisterenye–Kál-Kápolna-vasútvonal is, melynek egy megállási pontja volt itt; Feldebrő megállóhely a falutól nyugatra létesült, közvetlenül a 24 132-es út vasúti keresztezése mellett, annak északi oldalán.

## Nevének eredete
A település neve belső, magyar névadással keletkezett a "széles, kiterült, lapos fenekű völgy" értelmű debrő főnévből. Ennek előzménye a szláv debra "üreg; vízmosásos mélység" lehetett.

## Története
A település nevét 1219-ben említették először monasterium Debrev néven, azonban az már sokkal korábban is létezhetett. Templomát talán Szent István korában vagy közvetlenül halála után építhették, bizonyosan 1018 után emelték, mert az 1332–1337 évek közötti pápai tizedjegyzékben feltüntetett védőszentje a Szent Kereszt volt. A templomot feltételezhetően a terület birtokosa, Aba Sámuel építtette nemzetségi kolostortemplomának, és – altemploma létezéséből ítélve feltehetően – temetkezési helynek is szánta.
A falu az első évszázadokban az Aba nembéli Debrői család birtokai közé tartozott, melynek első név szerint ismert tagjai Becse, Makján, Apos, II. Makján pedig 1286-ban nádor volt. Debrő ekkoriban gazdag település lehetett, mely megtartotta birtokközpont jellegét is.
A 15. században Zsigmond király idején azonban Debreiek egyik tagja Debrői István összeesküvésbe keveredett, kitől a király birtokait elkobozta, majd 1438-ban Albert király Debrőt és a hozzá tartozó falvak felét Debrői Imrének, a másik felét Rozgonyi Péter egri püspöknek, Rozgonyi Istvánnak és fiának, Jánosnak adta, majd 1461 előtt a Rozgonyiak Debrő mellett birtokaik védelmére várat emeltek, melynek hadászati jelentősége ugyan csekély volt, főképp birtokközpontként szolgált.
Debrő tulajdonosai sűrűn változtak a 15. század végén: Kanizsai György, Bakócz Tamás egri püspök, majd Bélteky Drágffy Bertalan erdélyi vajda is birtokos volt itt.
A Török hódoltság alatt; Debrő és környéke valamint Hatvan 1544-es török elfoglalása, majd Eger 1552. évi ostroma után, a környék szinte teljesen elnéptelenedett, a török lerombolta a debrői várat is. Az 1560-as évektől Debrő is az ónodi váruradalom tartozéka lett.
1603-ban Rákóczi Zsigmond vette meg Debrő várát tartozékaival együtt, és így több mint egy évszázadra a Rákóczi-család birtoka lett.
A tizenöt éves háború után a vidék elnéptelenedett Debrővel együtt. 1601-ben és 1647-ben is csak négy telket találtak itt, 1621-ben pedig csak tizenhét jobbágyot. A lakosság száma csak az 1670-es években emelkedni kezdett egy időre, majd a visszafoglaló háborúk újra elűzték Debrő lakosságát.
Debrőt 1710-ben, miután a császári udvar II. Rákóczi Ferencet, a császári udvar hűtlenné nyilvánította, az uralkodó Althan Mihály grófnak adományozta.
A török kiűzése után a falu lassan települt újjá, az 1712. évi birtokfelméréskor is csak húsz telkes jobbágy és húsz telek volt itt.
A debrői uradalom helyzete, akkor változott meg alapvetően, amikor 1740-ben Grassalkovich Antal királyi személynök vásárolta meg az uradalmat. Számos épületet emelt itt és többek között ujjá építtette a templomot is. Utódai alatt az uradalom csődbe ment, birtokait pedig gondnokság alá helyezték, majd 1847-ben gróf Károlyi György vásárolta meg, aki itt 1876-ban elsőszülöttségi hitbizományt alapított, amelyet unokájától Károlyi Mihálytól 1921-ben elkoboztak. Ezután az uradalom egy része állami kézbe került, a másik részét pedig 1925-ben vagyonváltsággal kiosztották. Összesen 251 katasztrális hold és 995 négyszögöl területet válthattak meg a feldebrőiek.
A 20. század harmincas–negyvenes éveinek birtokviszonyaira jellemző az öt hold alatti törpebirtok volt.

## Közélete

### Polgármesterei
- 1990–1994: Kelemen József (független)[3]
- 1994–1998: Kelemen József (független)[4]
- 1998–2000: Kelemen József (független)[5]
- 2001–2002: Dr. Doktor Ferenc (FKgP-Fidesz-Független Kereszténydemokrata Mozgalom)[6][7]
- 2002–2003: Csepella László (független)[8]
- 2004–2006: Gecse Mihály (független)[9]
- 2006–2010: Gecse Mihály Gábor (független)[10]
- 2010–2014: Kelemen József László (független)[11]
- 2014–2019: Gecse Mihály Gábor (független)[12]
- 2019–2024: Jakab Ernő (független)[13]
- 2024– : Jakab Ernő János (független)[1]

A településen 2001. január 21-én időközi polgármester-választást tartottak, az előző polgármester lemondása miatt. Ugyancsak időközi választást kellett tartani 2004. február 1-jén is, de ezúttal a 2002-ben megválasztott településvezető halála okán.

## Népesség
A település népességének változása:
| Lakosok száma | 1011 | 986  | 974  | 977  | 991  | 998  | 1038 |
|               | 2013 | 2014 | 2015 | 2021 | 2022 | 2023 | 2024 |

2001-ben a település lakosságának 98%-a magyar, 2%-a cigány nemzetiségűnek vallotta magát.
A 2011-es népszámlálás során a lakosok 91,9%-a magyarnak, 2,7% cigánynak, 0,3% németnek, 0,3% szlováknak mondta magát (8% nem nyilatkozott; a kettős identitások miatt a végösszeg nagyobb lehet 100%-nál). A vallási megoszlás a következő volt: római katolikus 56,3%, református 5,7%, görögkatolikus 0,2%, felekezeten kívüli 18% (17,9% nem nyilatkozott).
2022-ben a lakosság 90,3%-a vallotta magát magyarnak, 3,6% cigánynak, 0,7% németnek, 0,2% ukránnak, 0,2% szlováknak, 0,2% szerbnek, 0,2% románnak, 0,1-0,1% bolgárnak és ruszinnak, 2,5% egyéb, nem hazai nemzetiségűnek (9,1% nem nyilatkozott; a kettős identitások miatt a végösszeg nagyobb lehet 100%-nál). Vallásuk szerint 36,3% volt római katolikus, 5,8% református, 0,3% evangélikus, 0,1% izraelita, 0,7% egyéb keresztény, 0,2% egyéb katolikus, 16,1% felekezeten kívüli (40,5% nem válaszolt).

## Nevezetességei
- Szent Márton-templom és altemplom – Egyedülálló, eredetileg öthajós sírtemplom, melynek altemploma teljesen épségben maradt. Az Aba nemzetség temetkezőhelye volt. A legenda szerint Aba Sámuel királyt háromszor temették el. Először Feldebrőn, majd a Tisza környékén, majd végső nyughelye a sári monostor lett (Abasár).
- Szent István király szobra (A Kossuth Lajos út 9. szám alatti épület homlokzatában kialakított részben.)
- Debrői hárslevelű – Feldebrő az Egri borvidékhez tartozik.

## Neves személyek
- Itt született 1767-ben Pruzsinszky József Sándor Lipót nádor magyar nyelvtanítója, a magyar jakobinus mozgalom résztvevője.

## További információk

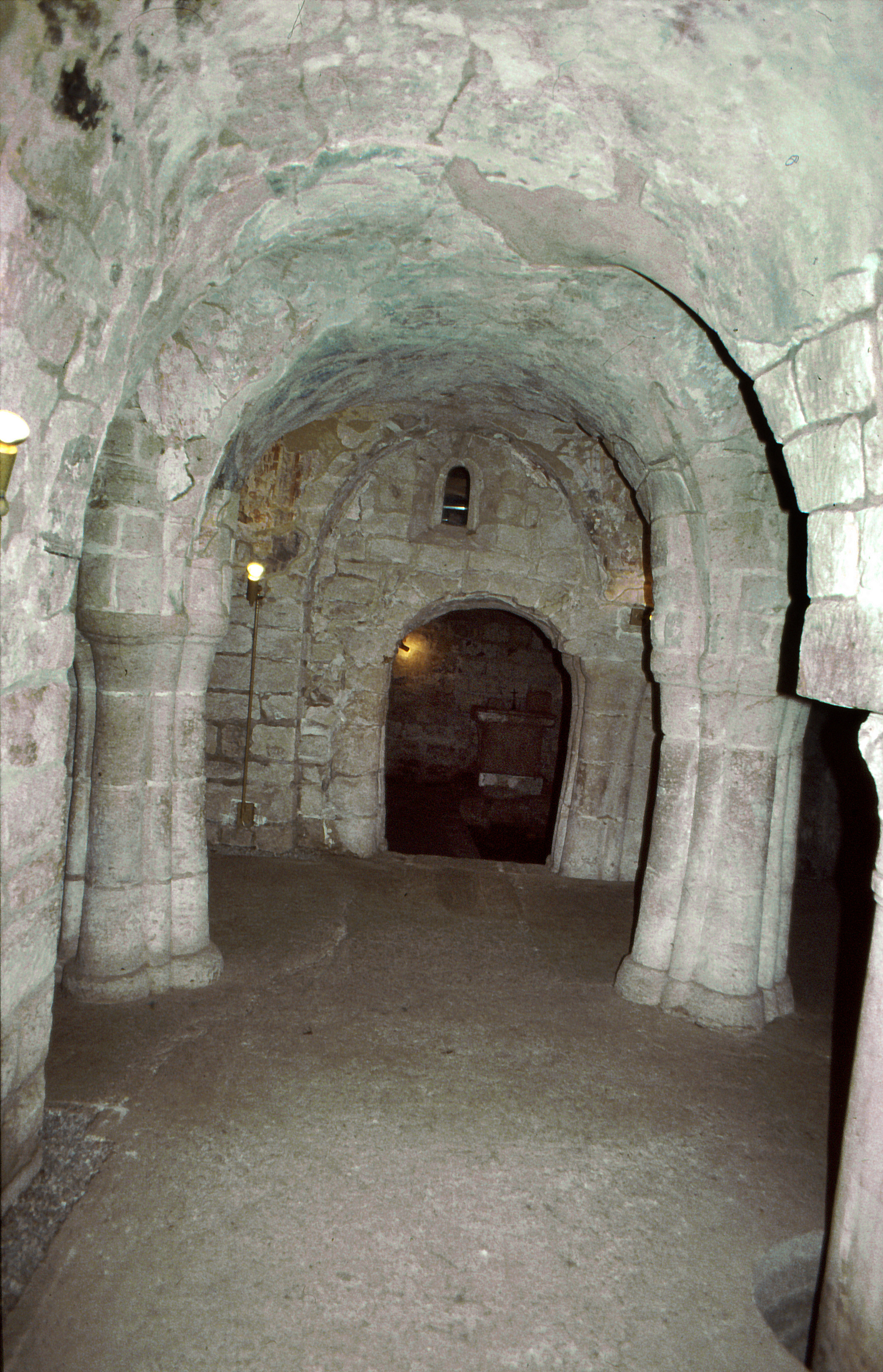
Feldebrő, 12. sz. altemplom, a hazai kora középkori építészet egyik kimagasló, és ritka látnivalója

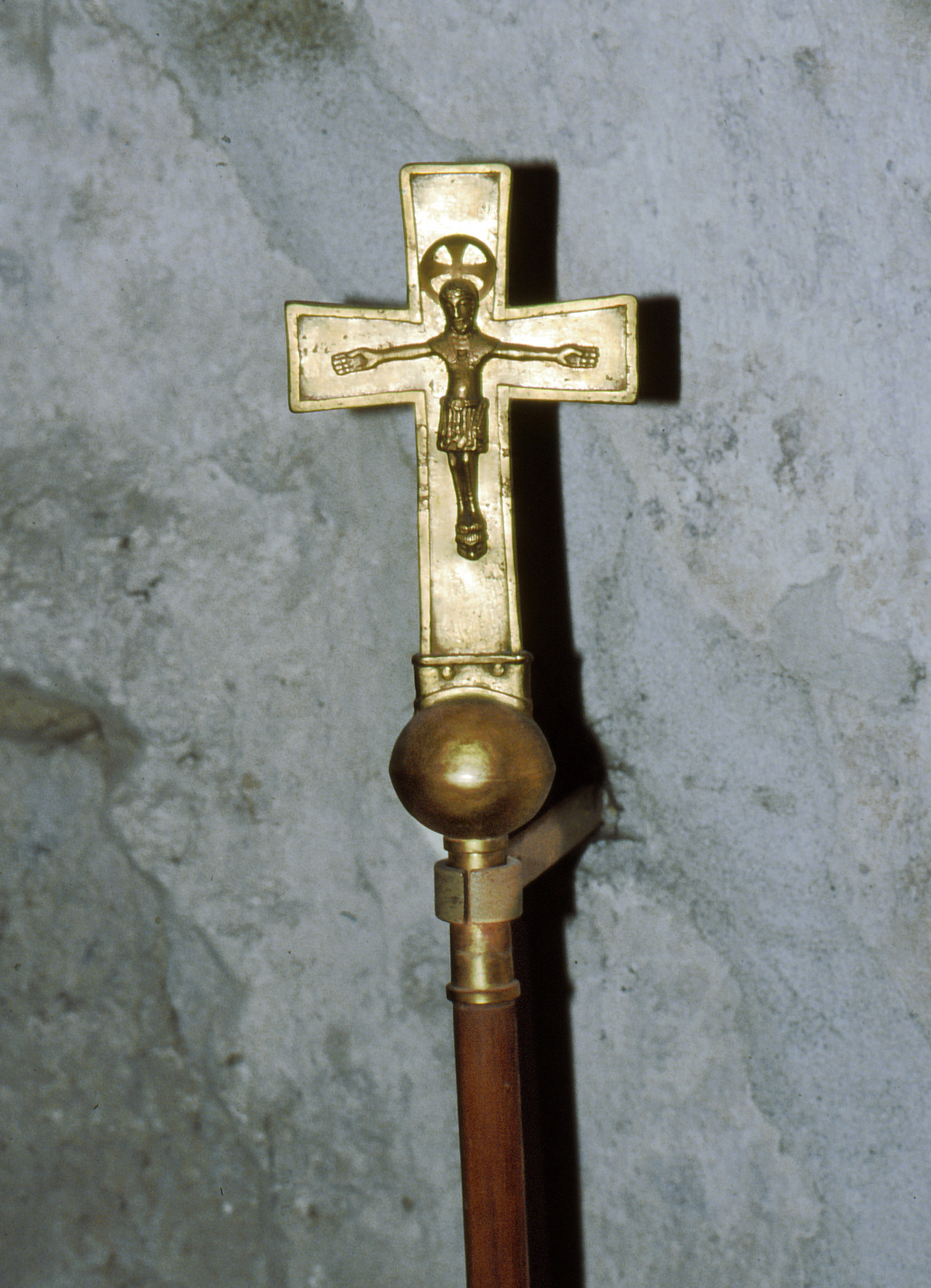
Feldebrő, az ásatások idején előkerült 13. századi román kori ötvösremek, püspöki kereszt